# Tapinoma emeryi

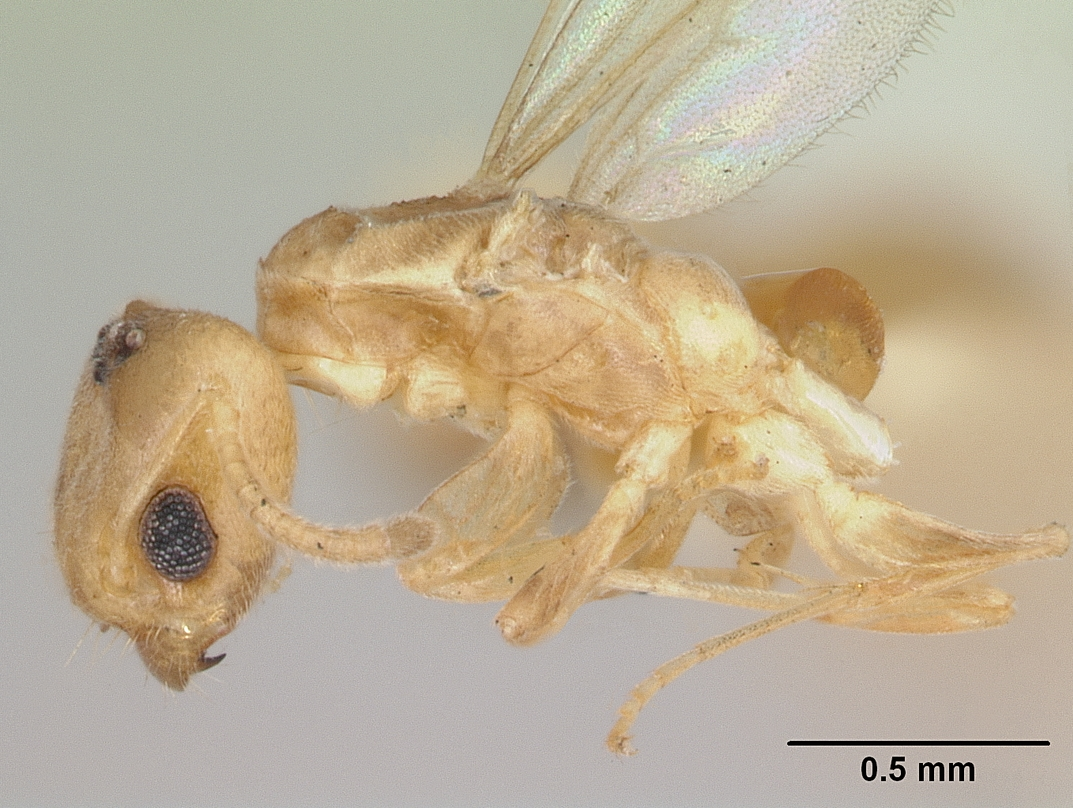
Муравей Tapinoma emeryi

Tapinoma emeryi (лат.) — вид муравьёв подсемейства долиходерины (Dolichoderinae). Филиппины
.

## Описание
Мелкие земляные муравьи желтовато-коричневого цвета. Заднегрудка округлая без проподеальных шипиков. Усики короткие, у самок 12-члениковые. Жвалы с 2 крупными апикальными и несколькими базальными зубцами. Нижнечелюстные щупики 6-члениковые, нижнегубные щупики состоят из 4 сегментов. Стебелёк между грудкой и брюшком состоит из одного сегмента (петиоль). Ранее вид Tapinoma emeryi включали в роды Aphomyrmex и Pseudaphomomyrmex из подсемейства формицины (Formicinae)
.